# شیلتبرگ
شیلتبرگ (به آلمانی: Schiltberg) یک شهر در آلمان است که در آیشاخ-فریدبرگ واقع شده‌است.